# Лозански университет
Лозанският университет (на френски: Université de Lausanne; на латински: Schola Lausannensis) е обществен университет, разположен в Лозана, Швейцария. Основан е през 1537 г. като училище по теология. Обявен е за университет през 1890 г. Днес университетът има 13 500 студенти (сред които 1500 чуждестранни студенти от 120 националности) и 2200 преподаватели.

## Рейтинги
През 2011 г. Times Higher Education World University Rankings поставя Лозанския университет на 116-о място в света. А през 2013 г. CWTS Leiden Ranking го класира на 17-о място в Европа и 68-о в света.
Класирането на Тексаския университет Top 100 Business School Research Rankings поставя Факултета по бизнес и икономика на Лозанския университет по години така:
| Период      | В Швейцария | В Европа | В света |
| ----------- | ----------- | -------- | ------- |
| 2004 – 2008 | 1-во        | 9-о      | 112-о   |
| 2003 – 2007 | 1-во        | 8-о      | 103-то  |
| 2002 – 2006 | 1-во        | 8-о      | 123-то  |
| 2001 – 2005 | 1-во        | 14-о     | 149-о   |
| 2000 – 2004 | 1-во        | 20-о     | 186-о   |

Класацията Times Higher Education World University Rankings поставя Лозанския университет по години така:
| Година      | В Швейцария | В Европа | В света |
| ----------- | ----------- | -------- | ------- |
| 2013 – 2014 | 6-о         | 54-то    | 132-ро  |
| 2012 – 2013 | 4-то        | 51-во    | 130-о   |
| 2011 – 2012 | 6-о         | 41-во    | 116-о   |
| 2010 – 2011 | 6-о         | 44-то    | 136-о   |

QS World University Rankings поставя Лозанския университет по години така:
| Година | В Швейцария | В Европа | В света |
| ------ | ----------- | -------- | ------- |
| 2013   | 6-о         | –        | 111-о   |
| 2012   | 6-о         | –        | 115-о   |
| 2011   | 5-о         | –        | 136-о   |
| 2010   | 6-о         | –        | 152-ро  |

## Известни възпитаници
- Рама VIII, крал на Тайланд (1935 – 1946)
- Рама IX, крал на Тайланд (1946-)
- Бернхард Нидерландски, принц на Нидерландия
- Шарл-Фердинан Рамю, швейцарски писател
- Филип Жакоте, швейцарски поет
- Сеп Блатер, президент на ФИФА
- Клод Николие, швейцарски физик, летец, космонавт

## Галерия
- Университетска поликлиника
- Старата академия
- Площад „Рипоне“ с Двореца „Рюмин“
- Университетска болница на кантон Во, болница „Нестле“
- Университетска библиотека „Едуар Фльоре“
- Стар корпус на офталмологичната болница „Жул Гонен“
- Факултет по право, приютил и Факултета по бизнес и икономика
- Сграда на Екстранеф
- Генопод – Център по геномика
- Училище по криминалистика
- Антропол
- Швейцарски институт по сравнително право